# Australiens Grand Prix 2002
Australiens Grand Prix 2002 var det första av 17 lopp ingående i formel 1-VM 2002.

## Resultat
1. Michael Schumacher, Ferrari, 10 poäng
2. Juan Pablo Montoya, Williams-BMW, 6
3. Kimi Räikkönen, McLaren-Mercedes, 4
4. Eddie Irvine, Jaguar-Cosworth, 3
5. Mark Webber, Minardi-Asiatech, 2
6. Mika Salo, Toyota, 1
7. Alex Yoong, Minardi-Asiatech
8. Pedro de la Rosa, Jaguar-Cosworth

### Förare som bröt loppet
- David Coulthard, McLaren-Mercedes (varv 33, växellåda)
- Jacques Villeneuve, BAR-Honda (27, vinge)
- Takuma Sato, Jordan-Honda (12, elsystem)
- Jarno Trulli, Renault (8, snurrade av)
- Rubens Barrichello, Ferrari (0, kollision)
- Ralf Schumacher, Williams-BMW (0, kollision)
- Giancarlo Fisichella, Jordan-Honda (0, kollision)
- Felipe Massa, Sauber-Petronas (0, kollision)
- Nick Heidfeld, Sauber-Petronas (0, kollision)
- Jenson Button, Renault (0, kollision)
- Olivier Panis, BAR-Honda (0, kollision)
- Allan McNish, Toyota (0, kollision)

### Förare som diskvalificerades
- Heinz-Harald Frentzen, Arrows-Cosworth (16, körde ur depån mot rött ljus)
- Enrique Bernoldi, Arrows-Cosworth  (15, använde en reservbil)